# 种族幻象
种族幻象（拉丁語：Idola tribus；也译作种族偶像或族类假象）是一类逻辑谬误，指人类倾向于选择某些类型的错误结论，由弗朗西斯·培根爵士用拉丁文创造，并在他的著作《新工具论》中使用。《新工具论》是对现代科学的方法进行论证的最早的著作之一。

## 概述
这个词是四种“幻象”之一。“幻象”指的是“现在劫持着人类理解力并在其中根深蒂固的假象和错误的概念，不仅仅围困着人们的心灵以致真理不得其门而入，而且它们也还要在得到门径以后，在科学刚刚变更之际聚拢一起来搅扰我们，除非人们预先得到危险警告而尽力加强自己以防御它们的猛攻。”（第1卷格言38）
|               | 族类假象植基于人性本身中，也即植基于人这一族或这一类中。如果断言人的感官是事物的量尺，这是一句荒谬的话。正相反，不论感官或是心灵的一切觉知总是依个人的量尺而不是依宇宙的量尺。 |
| ——第1卷格言41 | |

这类“幻象”表现的是人们被拟人论误导。培根详细地列举了一些人类本性中阻碍科学发展的具体障碍，包括：
- 人类理解力依其本性容易倾向于把世界中的秩序性和规则性设想得比所看见的多一些。（第1卷格言45）
- 人类理解力一经采取了一种意见之后（不论是作为已经得到承认的意见而加以采取或者是作为合于己意的意见而加以采取），便会牵引一切其他事物来支持、来强合于那个意见。（第1卷格言46）
- 人类理解力最易被同时而陡然打入心中从而足以充填想像力的一些事物所吸引；经过之后，它更假想一切其他事物和那些包围着它的少数事物多少总有些相似，虽然它并不能看出怎么样相似。（第1卷格言47）
- 人类理解力是不安静的；它总不能停止或罢休，而老要推向前去，但是却又是徒劳。正由于这样，所以我们总是不能想世界有什么末端或范围，而永远似不得已地想着总还有点什么在外面。（第1卷格言48）培根以亚里士多德的四因说为例，他说，这一学说“显然与人的本性有关，而不是与宇宙的本性有关；并且从这开始，哲学被一种奇怪的方式玷污了。”
- 人类理解力不是干燥的光，而是受到意志和各种情绪的灌浸的；由此就出来了一些可以叫为“如人所愿”的科学，大凡人对于他所愿其为真的东西，就比较喜欢去相信它。（第1卷格言49）
- 人类理解力的最大障碍和扰乱却还是来自感官的迟钝性、不称职以及欺骗性；这些表现在那打动感官的事物竟能压倒那不直接打动感官的事物，即使后者是更为重要。（第1卷格言50）
- 人类理解力依其本性偏于作些抽象而赋予流逝的事物以一种本体和实在。（第1卷格言51）

培根总结道：
|               | 它们或者起于人类元精本质的齐一性，或起于它的成见性，或起于它的狭窄性，或起于它的不能停止的运动，或起于情感的注入，或起于感官的不称职，或起于感受的样式。 |
| ——第1卷格言52 | |

### 脚注
1. ↑   第一版. 商务印书馆. 1981年6月.
2. ↑  文聘元. . 江西美术出版社. 2019. ISBN 9787548066156.
3. 1 2 3 4  培根, 弗兰西斯. . 商务印书馆. 1984. ISBN 978-7-100-02383-2 （中文）.

### 外链
- Novum Organum （页面存档备份，存于） (拉丁文版本)
- New Organon （页面存档备份，存于） (1863 英译本)